# KOMTAR
Torre de Komtar, o Menara Komtar, es el edificio más alto de Penang y el sexto más alto de Malasia. Está situado en el centro de George Town, dominando el skyline de la ciudad. KOMTAR es un acrónimo de Kompleks Tun Abdul Razak. Cuando se coronó, era el segundo edificio más alto de Asia tras el Sunshine 60 de Tokio. Komtar fue el más alto de Malasia durante tres años hasta que fue superado por Menara Maybank en Kuala Lumpur en 1988.
Komtar es un complejo multiusos que contiene comercios, estaciones de transporte y oficinas administrativas del Gobierno del Estado de Penang. Acrónimo de Kompleks Tun Abdul Razak, el nombre KOMTAR proviene de Tun Abdul Razak Hussein, segundo primer ministro de Malasia, quien ofició el pilotaje de la Fase 1 el 1 de enero de 1974. Tiene el mismo nombre que el Kompleks Tun Abdul Razak de Johor Bahru, construido en la misma época pero con una altura menor. El KOMTAR de Johor Bahru tiene solo 25 plantas.
La torre tiene 232 m de altura y 65 plantas y es un prisma dodecagonal que se eleva por encima de un podio de cuatro plantas. El complejo contiene oficinas y comercios, así como instalaciones públicas y de ocio. Fue diseñado por Architects Team 3 (AT3) de Singapur. y construido con expertos locales. También contiene una cúpula geodésica diseñada por Buckminster Fuller. El arquitecto que diseñó la torre fue Lim Chong Keat, hermano menor de Dr Lim Chong Eu.
La construcción de Menara KOMTAR comenzó en el año 1974, y, en el momento de su construcción, era considerado uno de los edificios más vanguardistas de Penang. KOMTAR fue idea del entonces Chief Minister de Penang Dr Lim Chong Eu para revitalizar el centro de George Town y estimular el desarrollo de Penang.
KOMTAR ocupa una parcela de 11 hectáreas y es el proyecto de renovación urbana más ambicioso de la Corporación de Desarrollo de Penang, la rama de desarrollo del gobierno del estado de Penang. El plan maestro está dividido en cinco fases para su construcción.

## Historia

### Cronología de la construcción
Fechas importantes en el planeamiento y construcción de KOMTAR:
| Fecha                     | Suceso |
| ------------------------- | --- |
| 1 de enero de 1974        | Se realiza el primer pilotaje de la fase uno del edificio, presidido por el difunto Tun Abdul Razak, segundo primer ministro de Malasia. |
| 1978                      | Se completa parte del podio de la primera fase del complejo. |
| 23–24 de enero de 1983    | Se produjo un incendio en la planta 43 del edificio que destruyó las plantas por encima de ella. Los bomberos no pudieron apagarlo porque estaba a demasiada altura. Finalmente, las llamas se apagaron tras unas ocho horas. El edificio estaba todavía en construcción en aquel momento. Fue el peor fuego en un edificio alto del país tras el del Complejo Comercial Campbell y el del Bank Bumiputra, ambos tuvieron lugar en Kuala Lumpur. |
| 1986                      | Abre al público la fase 1 y el Hotel Shangri-La (fase 2A). |
| 1988                      | Se completa la construcción de Menara Komtar, con 65 plantas. |
| 1997                      | Comienza la construcción del Centro Comercial Prangin (fase 4). |
| 2000                      | Abre el Centro Comercial Prangin |
| 2005                      | Cierra la tienda ancla del centro comercial, Super Komtar, una cadena de grandes almacenes locales. Otros grandes almacenes, Aktif Lifestyle (antiguamente Yaohan), que ocupaba la manzana contigua, también cesaron sus operaciones. Ambos locales han estado desocupados desde entonces y el centro comercial de KOMTAR continúa su decadencia.                                                                                                |
| 1 de mayo de 2008         | El nuevo Gobierno del Estado de Penang reafirma su compromiso a revitalizar KOMTAR cancelando el plan de traslado de sus oficinas administrativas a Bayan Mutiara. |
| 17 de diciembre de 2008   | Un nuevo inquilino llamado Pacific se hace cargo del Supermercado y Grandes Almacenes Super Komtar como la tienda ancla principal con una superficie de más de 9000 m². Se finaliza la mejora y renovación de la Fase 2A. |
| 19 de agosto de 2009      | Abre Komtar Walk fuera de la entrada principal de Pacific. Contiene 19 bares y restaurantes y un espacio al aire libre. Comienza la construcción de 1st Avenue (fase 3). |
| 27 de mayo de 2010        | La librería Popular, que abrió en Komtar en 1991 y fue la primera tienda de Popular fuera de Kuala Lumpur, volvió a su antigua ubicación tras trasladarse al Prangin Mall en 2004. La tienda del Centro Comercial Prangin ha cerrado desde entonces. |
| 17 de agosto de 2010      | El gobierno del estado, en un intento de devolver su antigua gloria a Komtar, está estudiando instalar un ascensor panorámico que llevaría a los visitantes hasta la planta 65 de la torre. Se pide al gobierno una Solicitud de Propuesta para resucitar las plantas 59, 60, 64 y 65. |
| 17 de noviembre de 2010}} | Abre ICT Mall @ KOMTAR. |
| 25 de noviembre de 2010   | Abre 1st Avenue. |

### Proyecto de Revitalización de KOMTAR
Se están debatiendo varias iniciativas como parte de la primera fase del Proyecto de Revitalización de KOMTAR:
- Convocatoria de un concurso para el aparcamiento de varias plantas después de que el operador existente lo entregara el estado en diciembre de 2009.
- Búsqueda de interesados en el desarrollo y alquiler de la zona comercial de la planta cuatro del podio, las plantas 59 y 60 de Menara KOMTAR, el centro de squash y la food court, ambos situados en la planta 5.
- Transformar el jardín y zona al aire libre en la azotea de la planta 5 en un parque de juegos extremos y un centro de actuaciones para jóvenes.

En noviembre de 2012, se anunció que se iba a revitalizar KOMTAR con un presupuesto de RM 40 millones, mediante la mejora y reconstrucción de las plantas 5, 59, 60, 64 y 65. Este proyecto de renovación cubrirá un bulevar de 2800 m² que albergará bares y restaurantes, un salón de banquetes en la planta 5, un restaurante temático de clase internacional en las plantas 59 y 60, un sky restaurant en la planta 64 y un sky lounge en la planta 65. Aparte de esto, el proyecto también contempla construir dos ascensores panorámicos con un coste de RM 6 millones. Esta renovación es parte de la iniciativa del Gobierno del Estado de Penang para recuperar la gloria de KOMTAR. Todo el proyecto se completará en 30 meses.

## Fase 1

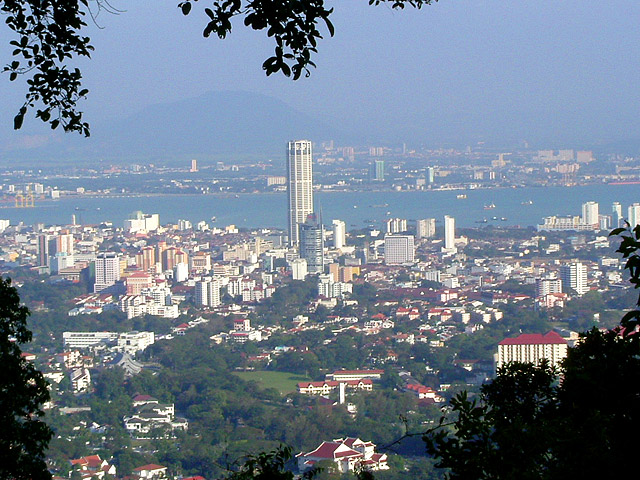
Menara KOMTAR dominando el skyline de George Town.

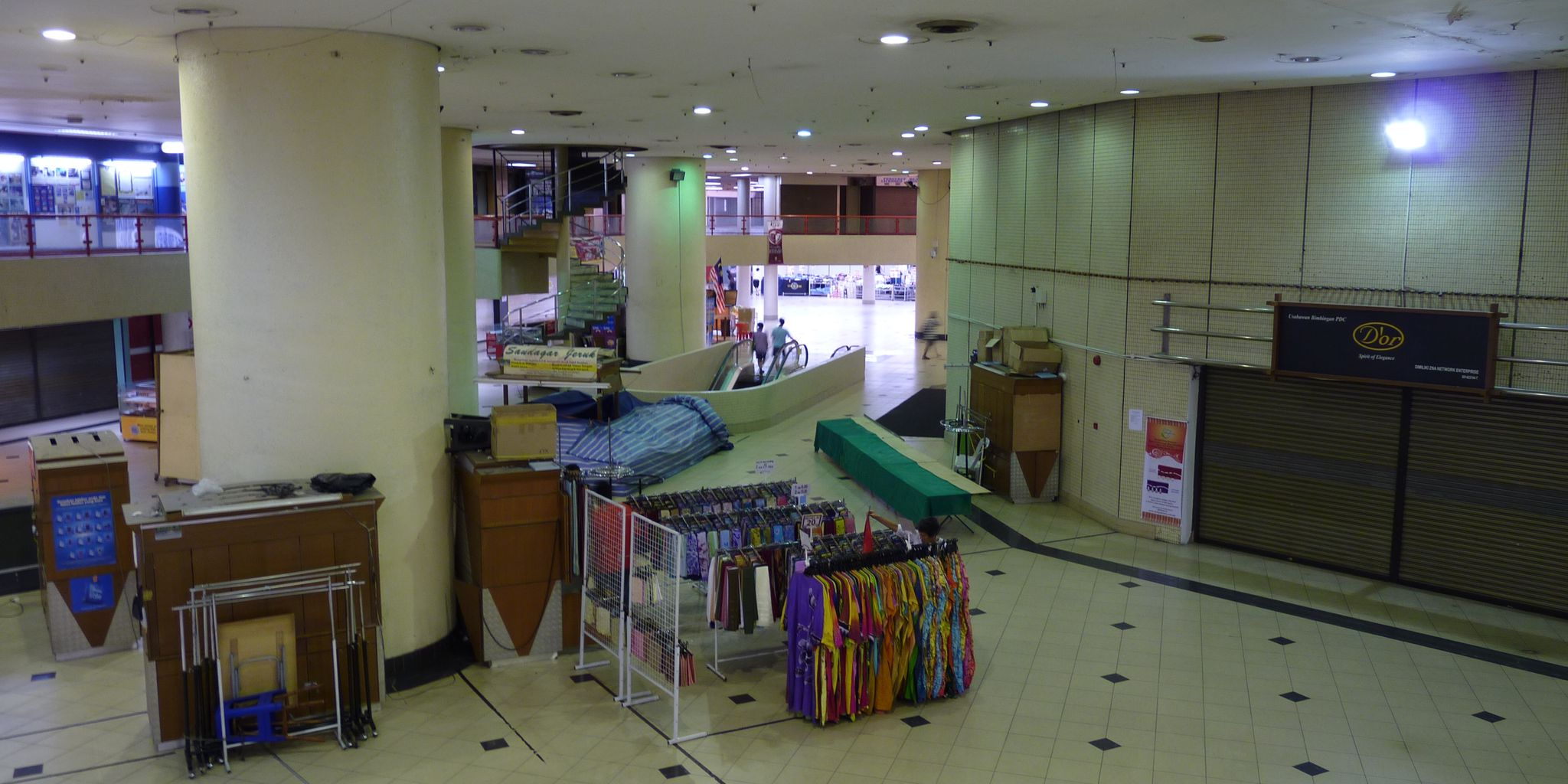
El atrio en febrero de 2011.

### Torre de Komtar
KOMTAR es un complejo de 65 plantas que alberga oficinas, tiendas, food courts y las oficinas del gobierno central de Penang. KOMTAR es un acrónimo de Kompleks Tun Abdul Razak (Complejo Tun Abdul Razak), en honor al segundo primer ministro de Malasia, el difunto Tun Abdul Razak bin Hussein Al-Haj. Desde 1985, ha sido el edificio más alto de Penang con 232 m de altura. Este famoso edificio, situado en el centro de George Town, fue el segundo más alto de Asia cuando se coronó.
KOMTAR tenía una tienda libre de impuestos en la planta 57. El Centro Turístico de la Torre, en la planta 60, proporcionaba a los visitantes unas excelentes vistas panorámicas de la ciudad, la península (Butterworth) y el Puente de Penang. Se accedía a la plataforma de observación por la entrada principal de la torre mediante los ascensores de alta velocidad Mitsubishi. Esta plataforma de observación y tienda libre de impuestos están cerrados en la actualidad por renovación, y el Centro Turístico se ha trasladado a la planta 3.

### Cúpula Geodésica Dewan Tunku
La Cúpula Geodésica Dewan Tunku, situada en la planta 5, es una estructura parcialmente esférica que se basa en un patrón de círculos llamados geodésicas que se intersecan formando elementos triangulares. Estos elementos triangulares reparten las cargas entre toda la estructura. Está basado en un concepto estudiado, desarrollado y popularizado por R. Buckminster Fuller. La primera cúpula que se llamaba geodésica se creó antes, por Walther Bauersfeld para la compañía óptica Carl Zeiss, y se construyó en Jena, Alemania, en 1922.
La cúpula es una sala multiusos empleada para actuaciones, actos oficiales, conciertos y otros eventos. La entrada principal a la cúpula geodésica es por la planta del auditorio, y también se puede acceder por la planta 4 de KOMTAR.

### Trader's Hotel
El Traders Hotel (antiguamente conocido como Shangri-La Hotel) tiene 443 habitaciones.

### ICT Digital Mall @ KOMTAR
ICT Digital Mall @ Komtar, o simplemente ICT Mall, es un nuevo centro comercial gestionado por Venice Gateway Sdn. Bhd. en Komtar. Abrió en noviembre de 2010 en el local ocupado originalmente por los Grandes Almacenes Yaohan y posteriormente por Aktif Lifestyle Store. El nuevo centro comercial está centrado en productos eléctricos y electrónicos, incluidos hardware y software de ordenadores, productos de telecomunicaciones como teléfonos móviles, y cámaras y objetivos de fotografía.
En la planta baja de ICT Digital Mall @ Komtar habrá una food court, que se conocerá como ICT Mall Food Court. Para garantizar la fluidez del tráfico cerca de ICT Mall, se ha construido un nuevo puente peatonal elevado para conectar la tercera planta del ICT Mall con el 1st Avenue Mall.

### Estación de autobuses KOMTAR
La estación de autobuses KOMTAR es el nudo de la red de autobuses de George Town. Todas las rutas de autobuses de Penang irradian de esta terminal.

### Directorio de plantas
| Primera planta | Entrada principal, estación de autobuses KOMTAR, Food Court del ICT, Lobby del hotel                    |
| Segunda planta | Plazas de aparcamiento vip, Librería Popular, Departamento de Móviles del ICT, Salón de baile del hotel |
| Tercera planta | Oficinas del Gobierno, Departamento de Informática del ICT                                              |
| Cuarta planta  | Vacía                                                                                                   |
| Quinta planta  | Auditorio, Cúpula geodésica                                                                             |
| Plantas 6-65   | Oficinas                                                                                                |

## Fase 2A

### Hipermercado y Grandes Almacenes Pacific
El completamemente nuevo Pacific KOMTAR es el 74.º establecimiento de la cadena The Store Corporation Berhad en Malasia. Pacific KOMTAR ocupa 4 plantas.

### KOMTAR Walk
KOMTAR Walk, que cubre una longitud de 155 m paralela a Jalan Dr Lim Chwee Leong, es una zona de bares y restaurantes promovida por el Hipermercado y Grandes Almacenes Pacific.
KOMTAR Walk contendrá 19 bares y restaurantes de alta gama al aire libre bajo una cubierta ligera. Cinco de estos 19 nuevos establecimientos, que tendrán una sola planta, estarán en una única estructura al pie del puente elevado, frente al aparcamiento exterior. Por su parte, siete más están conectados a Menara KOMTAR al lado del GeorgeTown White Coffee mientras que los siete establecimientos que quedan, que tienen dos plantas, se sitúan frente a KOMTAR. Estas dos filas están separadas por un paseo de 5 m, que también permite mesas al aire libre.

## Fase 2B
La parcela de la fase 2B se vendió a una cadena de comercios locales para la construcción de tiendas. La construcción comenzó en 1997, aproximadamente al mismo tiempo que el Prangin Mall de la Fase 4 (véase más abajo). Sin embargo, el proyecto se paró tras la subsidencia del suelo que afecta a los alrededores, junto con la crisis financiera asiática. La construcción del Prangin Mall se identificó posteriormente como la causa más probable de la subsidencia. En la actualidad, la Fase 2B se usa como un aparcamiento de coches exterior.

## Fase 3: Prangin Mall
El Prangin Mall es un centro comercial de George Town, Penang. Llamado en honor a Prangin Road, también conocida como Jalan Dr Lim Chwee Leong, Prangin Mall abrió en el año 2001. Está dirigido a un mercado de clase baja y media. El centro comercial comprende seis plantas incluidos un sótano, dos sótanos de aparcamiento y otras tres plantas de aparcamiento en las plantas más altas.

## Fase 4: 1st Avenue
Situado en el centro de Georgetown en Jalan Magazine, 1st Avenue Shopping Mall tiene una superficie total de 61 000 m² distribuidos en siete plantas.

### Cines TGV
Estos son los primeros Cines TGV de la Isla de Penang. Abrieron el 8 de enero de 2011 y tienen 8 salas de cine con una capacidad para 1310 personas. También contiene el primer Beanieplex de Malasia, que permite que los espectadores se relajen en pufs mientras disfrutan de las películas.

## Fase 5
Este solar abandonado está rodeado por cuatro calles llamadas McNair Road, Dr. Lim Chwee Leong Road, Magazine Road y Beach Street. Se le asignó un uso comercial, pero fue revisado en 2002 para incluir un centro de transportes.

### Plaza del Patrimonio de Penang
En julio de 2012, la Fase 5, que comprende 18000 m², fue designada por el Gobierno del Estado de Penang y la Corporación de Desarrollo de Penang para que se desarrollara como el nuevo enclave patrimonial de Penang, conocido como Plaza del Patrimonio. Esto estaría en línea con la designación de George Town como Patrimonio de la Humanidad y los esfuerzos de renovación de Komtar como el centro socio-cívico y de negocios del Estado. Estos 18000 m² de terreno en el centro de George Town serán principalmente espacio público. El Centro y la Plaza del Patrimonio difundirán y restaurarán la cultura de George Town mediante la promoción del patrimonio conservado y la vida urbana en el centro de la ciudad, y harán la ciudad más ecológica, asegurando un desarrollo equilibrado de la zona. El proyecto está actualmente en fase de planeamiento, y tiene el objetivo de revitalizar la Fase 5 de Komtar y el valor del patrimonio creando espacios urbanos para una vida urbana saludable. El desarrollo de la Plaza del Patrimonio revitalizará el adyacente complejo Komtar, lo que está dirigido a recuperar la gloria de Komtar como centro neurálgico de Penang.
Los componentes de la Plaza del Patrimonio de Penang son los siguientes:
- Restaurar y renovar el “Sia Boey” (Mercado Prangin)

Esto revitalizará “Sia Boey” como una zona comercial y turística, que contendrá un centro de visitantes, tiendas de artesanía, recuerdos, flores y restaurantes. Para expandir el mercado “Sia Boey”, se espera que la Corporación de Desarrollo construya un mercado adicional al lado para complementar al existente. Esta restauración marcaría la frontera de la zona de Georgetown designada Patrimonio de la Humanidad por la UNESCO.
- Creación de espacios urbanos

Como George Town necesita más espacios públicos para recreación, reuniones públicas, celebraciones y actuaciones culturales, se promoverá este espacio público urbano con algunas zonas verdes como el primero de su clase en Penang para una vida saludable. La plaza del patrimonio también proporcionará un centro de la cultura, artes y tradiciones de George Town, a su vez, promoviendo la cultura y el concepto de crisol de culturas en el centro de la ciudad.
- Creación de una Plaza del Patrimonio

Para renovar y restaurar el ambiente urbano de la zona, las casas tradicionales a lo largo de Maxwell Road serán convertidas en cafeterías, casas de té, centros de artesanía, minimuseos, boutiques y hoteles paralelos al tema del matrimonio. También se peatonalizará Maxwell Road.
- Centro del Patrimonio de George Town (GHC)

Este emblemático edificio de cinco plantas servirá como recinto para actuaciones, actividades artísticas, culturales, patrimoniales, comunitarias y juveniles. Estará elevado sobre el nivel de calle para proporcionar plazas al público.
- Restauración de Prangin Canal

Para restaurar el Prangin Canal hay planes de una zona de restaurantes, vendedores callejeros y mobiliario urbano en medio de zonas ajardinadas.